# Qinhuangdao
Qinhuangdao en chino, 秦皇岛; pinyin, Qínhuángdǎo (escuchar)ⓘ) es una ciudad de la provincia de Hebei, República Popular China. Se encuentra a unos 300 km el este de Pekín, en el mar de Bohai; en el golfo del mar Amarillo. Desde la elevación de Tianjin a viceprovincia, Qinhuangdao es el principal puerto de la provincia de Hebei. Su área es de 7802 km² y su población total para 2023 superó los 3 millones de habitantes. 
Qinhuangdao tiene principalmente tres zonas desarrolladas:
- Beidaihe: un resort de vacaciones situado en la costa para altos cargos del estado. Muchas de las decisiones políticas que afectan a China se han realizado allí, siendo el equivalente a los resorts de Maine o Camp David en Maryland, Estados Unidos.
- Haigang: la ciudad portuaria, la Qinhuangdao original. Sede de la Universidad de Yan Shan, la universidad más importante del Nordeste de la provincia de Hebei.
- Shanhaiguan: un popular destino turístico, donde está el extremo este de la Gran Muralla China.

El Estadio Olímpico de Qinhuangdao fue usado como Sede de las Competiciones Olímpicas (preliminares de fútbol) durante los Juegos Olímpicos de Pekín 2008.

## Administración
Desde julio de 2022, la ciudad-prefectura Qinhuangdao se divide en 7 localidades que se administran en 4 distritos urbanos y 3 condados rurales, del cual, 1 es condado autónomo.
- Distrito de Haigang (海港区)
- Distrito de Shanhaiguan (山海关区)
- Distrito de Beidaihe (北戴河区)
- Distrito de Funing (抚宁区)
- Condado de Changli (昌黎县)
- Condado de Lulong (卢龙县)
- Condado autonónomo Qinglong (青龙满族自治县)

## Toponimia
El topónimo Qinhuangdao [/chin-juáng-dáo/] significa 'la isla de Qinhuang'. Qinhuang fue el primer emperador de la China, fundador de la dinastía Qin que lleva su nombre.
Según la leyenda, el Condado Changli fue el sitio del famoso ritual del Primer Emperador de Qin en su viaje en busca de la inmortalidad en el 210 aC, la "isla" se refiere al área Nanshan del Puerto de Qinhuangdao, que solía ser una pequeña isla hasta finales de la dinastía Qing, cuando el vertido de limo dragado la unió al continente después de que el Emperador Guangxu aprobara la construcción del puerto a fines del siglo XIX.

## Clima
Qinhuangdao tiene un clima continental húmedo influenciado por el monzón. Los inviernos son fríos y secos debido al anticiclón siberiano, que a menudo hace que los vientos soplen desde el noroeste, minimizando la influencia oceánica: la temperatura media diaria mensual en enero es de -5,6 °C. Los veranos son calurosos y húmedos debido al monzón del este de Asia. La temperatura máxima promedio en julio es de 28,3 °C. Si se mide por la temperatura media diaria, julio y agosto son igualmente cálidos, con un promedio de 24,7 °C. La media anual es de 10,6 °C y el 70 % de la precipitación anual se produce entre junio y agosto. 
| Parámetros climáticos promedio de Qinhuangdao (1971−2000) | Parámetros climáticos promedio de Qinhuangdao (1971−2000) | Parámetros climáticos promedio de Qinhuangdao (1971−2000) | Parámetros climáticos promedio de Qinhuangdao (1971−2000) | Parámetros climáticos promedio de Qinhuangdao (1971−2000) | Parámetros climáticos promedio de Qinhuangdao (1971−2000) | Parámetros climáticos promedio de Qinhuangdao (1971−2000) | Parámetros climáticos promedio de Qinhuangdao (1971−2000) | Parámetros climáticos promedio de Qinhuangdao (1971−2000) | Parámetros climáticos promedio de Qinhuangdao (1971−2000) | Parámetros climáticos promedio de Qinhuangdao (1971−2000) | Parámetros climáticos promedio de Qinhuangdao (1971−2000) | Parámetros climáticos promedio de Qinhuangdao (1971−2000) | Parámetros climáticos promedio de Qinhuangdao (1971−2000) |
| Mes                                                       | Ene.                                                      | Feb.                                                      | Mar.                                                      | Abr.                                                      | May.                                                      | Jun.                                                      | Jul.                                                      | Ago.                                                      | Sep.                                                      | Oct.                                                      | Nov.                                                      | Dic.                                                      | Anual                                                     |
| --------------------------------------------------------- | --------------------------------------------------------- | --------------------------------------------------------- | --------------------------------------------------------- | --------------------------------------------------------- | --------------------------------------------------------- | --------------------------------------------------------- | --------------------------------------------------------- | --------------------------------------------------------- | --------------------------------------------------------- | --------------------------------------------------------- | --------------------------------------------------------- | --------------------------------------------------------- | --------------------------------------------------------- |
| Temp. máx. media (°C)                                     | 0.1                                                       | 2.6                                                       | 8.4                                                       | 16.1                                                      | 22.1                                                      | 25.7                                                      | 28.1                                                      | 28.5                                                      | 25.2                                                      | 18.4                                                      | 9.7                                                       | 2.9                                                       | 15.7                                                      |
| Temp. mín. media (°C)                                     | −8.8                                                      | −6.3                                                      | −0.5                                                      | 6.9                                                       | 13.1                                                      | 18.0                                                      | 21.7                                                      | 21.0                                                      | 15.6                                                      | 8.4                                                       | 0.5                                                       | −5.6                                                      | 7.0                                                       |
| Precipitación total (mm)                                  | 3.0                                                       | 3.0                                                       | 9.4                                                       | 24.1                                                      | 55.2                                                      | 102.2                                                     | 189.7                                                     | 152.3                                                     | 51.0                                                      | 28.6                                                      | 10.7                                                      | 5.0                                                       | 634.2                                                     |
| Días de precipitaciones (≥ 0.1 mm)                        | 2.1                                                       | 2.2                                                       | 3.3                                                       | 5.1                                                       | 7.3                                                       | 10.6                                                      | 12.8                                                      | 9.9                                                       | 7.1                                                       | 4.6                                                       | 3.3                                                       | 1.7                                                       | 60.0                                                      |
| Fuente: Weather China                                     |                                                           |                                                           |                                                           |                                                           |                                                           |                                                           |                                                           |                                                           |                                                           |                                                           |                                                           |                                                           |                                                           |

## Economía
El puerto de Qinhuangdao es un puerto de importancia estratégica y es el mayor puerto de embarque de carbón en el país, muchos de los cuales se envía a centrales eléctricas por toda China. Con la reciente expansión, su capacidad han alcanzado los 209 millones de toneladas métricas anuales. El puerto está ampliándose con seis dársenas más para agregar capacidad y cada vez más está recibiendo inversión de otros operadores portuarios, como Richards Bay Coal Terminal de Sudáfrica, que ha anunciado planes para invertir 152 millones de dólares para aumentar la capacidad en al menos un 28 %.
China es el tercer mayor exportador de carbón del mundo, y se espera que Qinhuangdao gestione la mayor parte de las exportaciones de carbón de la nación. Los enlaces ferroviarios de la provincia de Shanxi (la mayor productora de carbón de China) al puerto de Qinhuangdao están siendo mejorados, lo que debería permitir a Qinhuangdao, en última instancia, aumentar su rendimiento a 400 millones de toneladas de carbón por año desde su nivel actual de alrededor de 250 millones de toneladas en 2015.
Otros proveedores de servicios chinos y extranjeros se están moviendo a Qinhuangdao para apoyar esto. China Ocean Shipping (Group) Co., la mayor empresa de transporte de China, espera unos 49 000 millones de dólares de gastos en los puertos en los próximos cinco años mientras la industria aborda los cuellos de botella creados por el auge económico sin precedentes de la nación.
Qinhuangdao está en la Autopista de Jingshen que une Pekín con Shenyang, Liaoning.

## Ciudades hermanadas
Qinhuangdao está hermanada con:[cita requerida]
- Gangdong, Corea del Sur
- Lugo, Galicia, España
- Miyazu, Japón
- Pésaro, Italia
- Seosan, Corea del Sur
- Toledo, Estados Unidos
- Tomakomai, Japón
- Toyama, Japón